# Тимонин, Сергей Андреевич
Тимонин Сергей Андреевич (род. 15 июля 1987 года, г. Москва) — российский и австралийский ученый, специалист в области пространственной и медицинской демографии, действительный член Международной ассоциации эпидемиологов. Кандидат географических наук, доцент.

## Биография

### Образование
В 2009 году с отличием окончил географический факультет Московского государственного университета имени М. В. Ломоносова.
В 2013 году защитил в МГУ имени М. В. Ломоносова диссертацию на соискание ученой степени кандидата географических наук по теме «Атласная демографическая информационная система России».
Проходил стажировки в Международном институте прикладного системного анализа (Австрия), Венском институте демографии (Австрия), Лондонской школе гигиены и тропической медицины (Великобритания) и Институте демографических исследований Общества Макса Планка (Германия).

### Научная и научно-педагогическая деятельность
- 2008—2011 гг. — младший научный сотрудник Совета по изучению производительных сил Минэкономразвития и РАН
- 2010—2012 гг. — младший научный сотрудник географического факультета МГУ имени М. В. Ломоносова
- 2012—2017 гг. — научный сотрудник Института демографии НИУ ВШЭ
- 2013—2018 гг. — младший научный сотрудник отдела картографии и дистанционного зондирования Земли Института географии РАН
- 2013—2016 гг. — научный сотрудник Центра демографических исследований РЭШ
- 2013—2023 гг. — доцент кафедры демографии НИУ ВШЭ
- 2017—2023 гг. — заместитель заведующего Международной лаборатории исследований населения и здоровья НИУ ВШЭ
- 2019—2023 гг. — заведующий лабораторией медицинской демографии и общественного здоровья научно-исследовательского центра организации здравоохранения факультета управления в медицине и здравоохранении РАНХиГС (по совместительству)[1]
- с 2023 г. — научный сотрудник Школы демографии и Национального центра эпидемиологии и здоровья населения Австралийского национального университета[2].

Руководил отделом демографии Научно-исследовательского института организации здравоохранения и медицинского менеджмента Департамента здравоохранения г. Москвы, также работал главным специалистом отдела общественного здоровья и демографии Центрального НИИ организации и информатизации здравоохранения, приглашенным исследователем Института демографических исследований Общества Макса Планка. Заместитель главного редактора научного журнала «Демографическое обозрение» (с 2013).

## Научная деятельность
В сферу научных интересов Тимонина С. А. входят вопросы демографии, эпидемиологии неинфекционных болезней, медицинской географии и геоинформатики. В целом его научная деятельность посвящена пространственному изучению демографических процессов, в частности — здоровья, смертности и продолжительности жизни населения.
Руководил и принимал участие в проектах по созданию атласа демографического развития России, геодемографической информационной системы России, геоинформационных медико-демографических систем Москвы и Московской области. Участвовал в экспедиционных исследованиях в различных районах России (арх. Земля Франца-Иосифа, п-в Ямал; Архангельская, Вологодская, Мурманская и Тверская области; республики Башкирия и Карелия).
Автор более 50 научных работ.

### Избранные научные работы
- Papanova E., Shkolnikov V., Andreev E. M., Timonin S. High Life Expectancy of Muscovites Over Age 80: Reality or a Statistical Artifact? // Advances in Gerontology. 2018. Vol. 8. No. 2. P. 86-95.
- Timonin S., Kontsevaya A., McKee M., Leon D. A. Reducing geographic inequalities in access times for acute treatment of myocardial infarction in a large country: the example of Russia // International Journal of Epidemiology. 2018. Vol. 47. No. 5. P. 1594—1602.
- Timonin S., Danilova I., Andreev E., Shkolnikov V. M. Recent mortality trend reversal in Russia: are regions following the same tempo? // European Journal of Population. 2017. Т. 33. № 5. С. 733—763.
- Вишневский А., Андреев Е., Тимонин С. Смертность от болезней системы кровообращения и продолжительность жизни в России // Демографическое обозрение. 2016. Т. 3. № 1. С. 6-34.
- Малхазова С. М., Шартова Н. В., Тимонин С. А. Современная ситуация и тенденции изменения общественного здоровья в России // Вестник Московского университета. Серия 5: География. 2016. № 1. С. 13-20.
- Riazantsev S., Tikunov V., Timonin S. Mathematical cartographic approaches towards evaluation and forecasting of ethnic composition in the Russian regions // Annals of GIS. 2013. Т. 19. № 1. С. 17-25.
- Тимонин С. А. Математико-картографическое и геоинформационное моделирование демографических процессов в регионах Российской Федерации // Вестник Московского университета. Серия 5: География. 2010. № 5. С. 11-18.
- Кошкарев А. В., Тикунов В. С., Тимонин С. А. Геопортал «Демография»: методика и технологии картографирования // Геодезия и картография. 2010. № 1. С. 24-31.
- Тимонин С. А. и др. Атлас демографического развития России / Под ред. Г. В. Осипова и С. В. Рязанцева. М.: Изд-во «Экономическое образование», 2009. 220 с.

## Членство в научных обществах
Является действительным членом Русского географического общества, Международной ассоциации эпидемиологов (International Epidemiological Association) и Европейской ассоциации по изучению населения (European Association for Population Studies).